# República Dominicana en los Juegos Olímpicos de Seúl 1988
La República Dominicana estuvo representada en los Juegos Olímpicos de Seúl 1988 por un total de 16 deportistas, 15 hombres y una mujer, que compitieron en 5 deportes.
El portador de la bandera en la ceremonia de apertura fue atleta Juan Núñez. El equipo olímpico dominicano no obtuvo ninguna medalla en estos Juegos.